# احمتلر، گریده
احمتلر، گریده (به لاتین: Ahmetler, Gerede) یک  Köy  در ترکیه است که در استان بولی واقع شده‌است.

## خصوصیات
احمتلر ۲۶۸ نفر جمعیت دارد.